# The Sidewinder Sleeps Tonite
The Sidewinder Sleeps Tonite è un brano della band statunitense R.E.M., pubblicata il 5 febbraio 1993 come terzo singolo estratto dall'ottavo album della band Automatic for the People (1992).

## Descrizione
La parola "tonite" (che equivale a "tonight") ricalca l'abitudine dell'inglese Americano di semplificare quanto più possibile la grafica delle parole così come sono state concepite nella madrepatria.
Il titolo si riconduce a una canzone molto popolare negli anni '60, The Lion Sleeps Tonight (in italiano è "Il leone si è addormentato"), a sua volta di origini africane. L'atmosfera esotica viene trasferita nella realtà del deserto statunitense, dove a farla da padrone è il serpente a sonagli, il crotalo (in inglese "sidewinder"), animale non meno pericoloso del leone, al punto da meritarsi una certa aura di timore evidenziata dal titolo stesso.
Il ritornello del brano ripete in maniera molto concitata la frase "call me when you try to wake her up" (chiamami quando proverai a svegliarla). Questo verso forse non si riferisce al rettile, ma si riferisce a una telefonata da fare nel cuore della notte: col nome di "sidewinder" era detto infatti anche un tipo di telefono dalla cornetta appuntita in voga negli anni '60, e anche un tipo di pompa per materassini. Come riferiscono gli stessi R.E.M. parte del testo non ha un significato molto preciso, o forse unisce le varie accezioni della parola.

## Tracce

### US CD Single
1. "The Sidewinder Sleeps Tonite" – 4:06
2. "The Lion Sleeps Tonight" (Solomon Linda, Luigi Creatore, Hugo Peretti, George Weiss) – 2:41

### UK "Collector's Edition" CD Single 1
1. "The Sidewinder Sleeps Tonite" – 4:06
2. "The Lion Sleeps Tonight" (Linda, Creatore, Peretti, Weiss) – 2:41
3. "Fretless"1 – 4:51

### UK "Collector's Edition" CD Single 2
1. "The Sidewinder Sleeps Tonite" – 4:06
2. "Organ Song" – 3:25
3. "Star Me Kitten" (demo) – 3:05

### DE CD Maxi-Single
1. "The Sidewinder Sleeps Tonite" – 4:06
2. "The Lion Sleeps Tonight" (Linda, Creatore, Peretti, Weiss) – 2:41
3. "Fretless"2 – 4:51
4. "Organ Song" – 3:25

### UK and DE 7" and Cassette Single
1. "The Sidewinder Sleeps Tonite" – 4:06
2. "Get Up" – -:--

## Classifiche
| Classifica (1993)             | Posizione massima |
| ----------------------------- | ----------------- |
| Belgio (Fiandre)              | 40                |
| Canada                        | 60                |
| Germania                      | 61                |
| Irlanda                       | 13                |
| Italia                        | 24                |
| Nuova Zelanda                 | 29                |
| Regno Unito                   | 17                |
| Stati Uniti (alternative)     | 24                |
| Stati Uniti (mainstream rock) | 28                |